# Góc khuất Gangnam
Góc khuất Gangnam (tiếng Hàn: 강남 비-사이드, Tiếng Anh: Gangnam B-Side) là một bộ phim truyền hình tội phạm kinh dị của Hàn Quốc phát hành năm 2024 do Park Noo-ri biên kịch và Joo Won-gyu làm đạo diễn. Bộ phim có sự tham gia của Jo Woo-jin, Ji Chang-wook, Ha Yoon-kyung và Kim Hyeong-seo. Lấy bối cảnh tại quận Seoul của Gangnam vào ban đêm, bộ phim xoay quanh câu chuyện một cảnh sát, một nhà môi giới và một công tố viên hợp tác để điều tra một tổ chức đen tối. Phim được phát hành trên Disney+ từ ngày 6 đến ngày 27 tháng 11 năm 2024.
Gangnam B-Side được đề cử là 1 trong 6 bộ phim truyền hình dài tập thuộc hạng mục On Screen của Liên hoan phim quốc tế Busan lần thứ 29.

## Tóm tắt
Kang Dong-woo, người dẫn đầu lực lượng cảnh sát điều tra tham nhũng nhưng sau đó anh lại bị đồng nghiệp và gia đình xa lánh. Sau đó anh chuyển đến sinh sống tại một vùng nông thôn, nhưng rồi anh phải quay trở lại Gangnam, Seoul để tìm kiếm người bạn của con gái anh là Kim Jae-hee đột ngột mất tích. Cùng với người môi giới Yoon Gil-ho và công tố viên Min Seo-jin, Dong-won sẽ bước chân vào thế giới tội phạm, ma túy và tham nhũng để vạch trần một âm mưu có thể lật đổ những người thuộc tầng lớp giàu có bậc nhất trong thành phố.

## Diễn viên và nhân vật

### Nhân vật chính
- Jo Woo-jin trong vai Kang Dong-woo[2]